# ボディ・スナッチャー/恐怖の街
『ボディ・スナッチャー/恐怖の街』（ボディ・スナッチャー きょうふのまち 原題：Invasion of the Body Snatchers）は、1956年制作のアメリカ合衆国のSF映画。モノクロ作品（のちに着色）、スーパースコープ。アメリカ国立フィルム登録簿に永久保存登録された。
ジャック・フィニイのSF小説『盗まれた街』（原題：The Body Snatchers）をドン・シーゲル監督が映画化した。日本では劇場未公開。
SF映画の古典的名作ともいわれ、その後何回もリメイクされた（『SF/ボディ・スナッチャー』、『ボディ・スナッチャーズ』、『インベージョン』）。

## あらすじ
ある日、病院に1人の男が錯乱状態で搬送されて来た。その男マイルズは医師に対し、自分が遭遇したという奇妙な出来事を語り始める。
カリフォルニア州のとある小さな町で開業医を営んでいるマイルズは、学会から数週間ぶりに帰ってきた時、町の様子に違和感を覚える。一見いつもと変わらない町の人々の様子が、まるで人が変わってしまったかのように、どこかおかしいのだ。
調査を進めたマイルズは、やがて戦慄の事実を知る。町は宇宙から来た未知の生命体によって侵略されており、人々はそれに肉体を乗っ取られてしまっていたのだ。
マイルズはこの戦慄の事実を全世界に知らせるべく、恋人のベッキーと共に町からの脱出に奔走する。

## キャスト
- マイルズ・ベネル：ケヴィン・マッカーシー[4][5]
- ベッキー・ドリスコル：ダナ・ウィンター
- ダン・カウフマン：ラリー・ゲイツ
- ジャック・ベリセック：キング・ドノヴァン

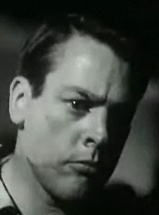
主演のケヴィン・マッカーシー。

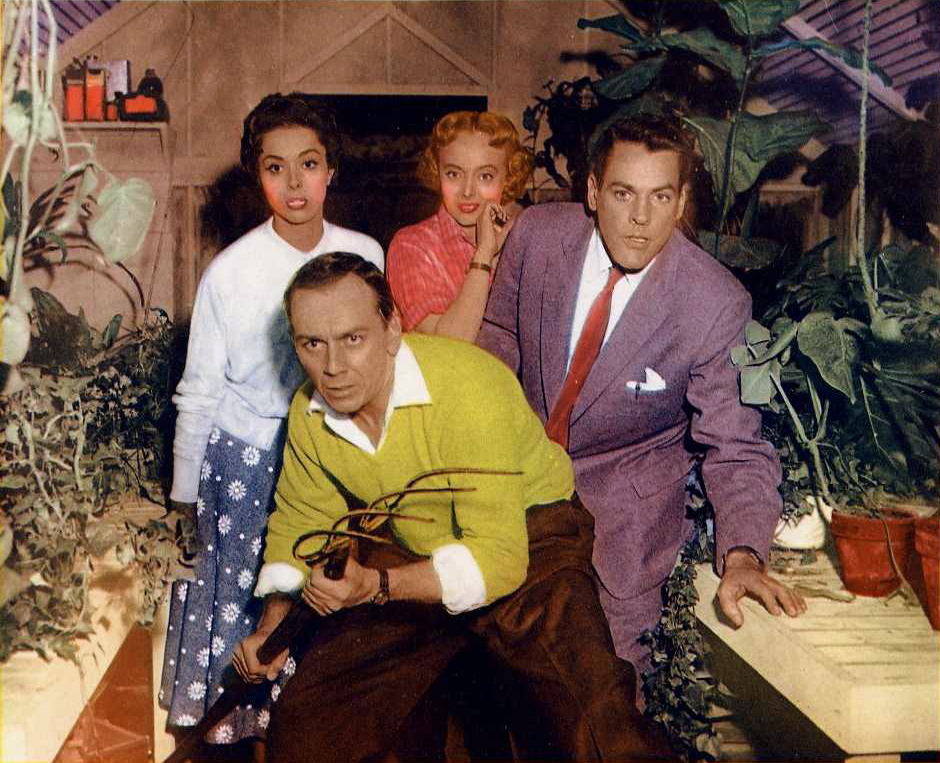
ロビーカード

- テディ・ベリセック：キャロリン・ジョーンズ
- ウィルマ・レンツ：ヴァージニア・クリスティーン
- サリー・ウィザーズ：ジーン・ウィルズ
- チャーリー（ガスメーターを調べにくる男／ダイアローグ・ディレクターも務めている）：サム・ペキンパー

## 関連作品
- 他の『盗まれた街』の映画化作品
  - SF/ボディ・スナッチャー（Invasion of the Body Snacthers）フィリップ・カウフマン監督（1978年）
  - ボディ・スナッチャーズ（Body Snacthers）アベル・フェラーラ監督（1993年）
  - インベージョン（The Invasion）オリヴァー・ヒルシュビーゲル監督（2007年）